# Saison 1 de Trial and Error
Chronologie
Saison 2
Cet article présente le guide des épisodes de la première saison de la série télévisée américaine Trial and Error.
Aux États-Unis, la saison a été diffusée du 14 mars 2017 au 18 avril 2017 sur le réseau NBC. Au Canada, elle a été diffusée en simultanée sur le réseau CTV ou CTV Two.

## Distribution

### Acteurs principaux
- Nicholas D'Agosto : Josh Segal
- Jayma Mays : Carol Anne Keane
- Steven Boyer (en) : Dwayne Reed
- Krysta Rodriguez : Summer Henderson
- Sherri Shepherd : Anne Flatch
- John Lithgow : Larry Henderson

### Acteurs récurrents
- Angel Parker : Heidi Baker (10 épisodes)
- Patricia Belcher : Judge Horsedich (9 épisodes)
- Cristine Rose : Josie Davis (8 épisodes)
- Bob Gunton : Jeremiah Jefferson Davis (6 épisodes)
- Dave Allen : Dave le Ttxidermiste (6 épisodes)
- Lorna Scott : Suzie (6 épisodes)
- Julie Hagerty : Madame Rhonda (5 épisodes)
- John Hartman : Mitchell (5 épisodes)
- Loretta Shenosky : Edna la sténographe (5 épisodes)
- Kevin Durand : Rutger Hiss (4 épisodes)
- Fred Melamed : Howard Mankiewicz (2 épisodes)

## Épisodes

### Épisode 1:Chapitre 1: Un grand crime dans une petite ville
- États-Unis /  Canada : 14 mars 2017 sur NBC[2] / CTV
- France :
  - 20 mars 2017 sur Canal+ Séries[3] (en VOSTFr)
  - 28 juillet 2017 sur Canal+ Séries (en VF)

- États-Unis : 5,92 millions de téléspectateurs[4] (première diffusion)

### Épisode 2:Chapitre 2: La Clé du problème
- États-Unis /  Canada : 14 mars 2017 sur NBC / CTV
- France :
  - 20 mars 2017 sur Canal+ Séries (en VOSTFr)
  - 28 juillet 2017 sur Canal+ Séries (en VF)

- États-Unis : 4,58 millions de téléspectateurs[4] (première diffusion)

### Épisode 3:Chapitre 3: L'Autre homme
- États-Unis /  Canada : 21 mars 2017 sur NBC / CTV
- France :
  - 27 mars 2017 sur Canal+ Séries (en VOSTFr)
  - 28 juillet 2017 sur Canal+ Séries (en VF)

- États-Unis : 5,29 millions de téléspectateurs[5] (première diffusion)

### Épisode 4:Chapitre 4: Une distraction inopportune
- États-Unis /  Canada : 21 mars 2017 sur NBC / CTV
- France :
  - 27 mars 2017 sur Canal+ Séries (en VOSTFr)
  - 31 juillet 2017 sur Canal+ Séries (en VF)

- États-Unis : 4,25 millions de téléspectateurs[5] (première diffusion)

### Épisode 5:Chapitre 5: Le Bras droit
- États-Unis /  Canada : 28 mars 2017 sur NBC / CTV
- France :
  - 3 avril 2017 sur Canal+ Séries (en VOSTFr)
  - 31 juillet 2017 sur Canal+ Séries (en VF)

- États-Unis : 4,25 millions de téléspectateurs[6] (première diffusion)

### Épisode 6:Chapitre 6: Secrets et mensonges
- États-Unis /  Canada : 28 mars 2017 sur NBC / CTV
- France :
  - 3 avril 2017 sur Canal+ Séries (en VOSTFr)
  - 31 juillet 2017 sur Canal+ Séries (en VF)

- États-Unis : 3,23 millions de téléspectateurs[6] (première diffusion)

### Épisode 7:Chapitre 7: L'affaire prend de l'ampleur
- États-Unis /  Canada : 4 avril 2017 sur NBC / CTV Two
- France :
  - 10 avril 2017 sur Canal+ Séries (en VOSTFr)
  - 1er août 2017 sur Canal+ Séries (en VF)

- États-Unis : 3,76 millions de téléspectateurs[7] (première diffusion)

### Épisode 8:Chapitre 8: Changement de défense
- États-Unis /  Canada : 4 avril 2017 sur NBC / CTV Two
- France :
  - 10 avril 2017 sur Canal+ Séries (en VOSTFr)
  - 1er août 2017 sur Canal+ Séries (en VF)

- États-Unis : 3,01 millions de téléspectateurs[7] (première diffusion)

### Épisode 9:Chapitre 9: Déclarations liminaires
- États-Unis /  Canada : 11 avril 2017 sur NBC / CTV
- France :
  - 17 avril 2017 sur Canal+ Séries (en VOSTFr)
  - 1er août 2017 sur Canal+ Séries (en VF)

- États-Unis : 3,64 millions de téléspectateurs[8] (première diffusion)

### Épisode 10:Chapitre 10: Un jury hostile
- États-Unis /  Canada : 11 avril 2017 sur NBC / CTV
- France :
  - 17 avril 2017 sur Canal+ Séries (en VOSTFr)
  - 2 août 2017 sur Canal+ Séries (en VF)

- États-Unis : 2,88 millions de téléspectateurs[8] (première diffusion)

### Épisode 11:Chapitre 11: Un suspect inattendu
- États-Unis : 13 avril 2017 sur NBC
- Canada : 18 avril 2017 sur CTV Two
- France :
  - 24 avril 2017 sur Canal+ Séries (en VOSTFr)
  - 2 août 2017 sur Canal+ Séries (en VF)

- États-Unis : 2,67 millions de téléspectateurs[9] (première diffusion)

### Épisode 12:Chapitre 12: La défense conclut
- États-Unis /  Canada : 18 avril 2017 sur NBC / CTV Two
- France :
  - 24 avril 2017 sur Canal+ Séries (en VOSTFr)
  - 2 août 2017 sur Canal+ Séries (en VF)

- États-Unis : 3,79 millions de téléspectateurs[10] (première diffusion)

### Épisode 13:Chapitre 13: Le Verdict
- États-Unis /  Canada : 18 avril 2017 sur NBC / CTV Two
- France : 
  - 24 avril 2017 sur Canal+ Séries (en VOSTFr)
  - 2 août 2017 sur Canal+ Séries (en VF)

- États-Unis : 3,01 millions de téléspectateurs[10] (première diffusion)